# Kujiki
Kujiki é um texto histórico japonês que conta as lendas e histórias sobre Amaterasu e outros deuses da mitologia xintoísta. Acredita-se que tenha sido uma das primeiras histórias japonesas até meados do período Edo , quando estudiosos como Tokugawa Mitsukuni argumentaram com sucesso que se tratava de uma imitação baseada no Nihon Shoki , no Kojiki e no Kogo Shūi. 
O Kujiki contém elementos genuínos, especificamente que o Livro 5 que preserva as tradições dos clãs Mononobe e Owari e o Livro 10 preserva o registro histórico anterior, o Kokuzō Hongi. 
Com dez volumes, o Kujiki, cobre a história do Japão antigo desde o reinado da imperatriz Suiko , segunda filha do imperador Kimmei . O prefácio é supostamente escrito por Soga no Umako (626). Embora inclua muitas citações do Kojiki (712) e Nihon Shoki (720), somente cinco dos dez volumes contêm materiais exclusivos. Acredita-se que foi compilada entre 807 e 936.